# Juchitán de Zaragoza
Juchitán de Zaragoza là một đô thị thuộc bang Oaxaca, México. Năm 2005, dân số của đô thị này là 85869 người.